# Opération Tempête décisive
Pour les articles homonymes, voir Tempête (homonymie).
Ne doit pas être confondu avec Opération Tempête.
L'opération Tempête décisive (en arabe : عملية عاصفة الحزم) est lancée la nuit du 25 mars 2015, dans le cadre de la guerre civile yéménite, pour remettre au pouvoir le président Abdrabbo Mansour Hadi, renversé par l'insurrection des Houthis au Yémen, d'orientation chiite. Elle est déclenchée par l'Arabie saoudite et une coalition d'une dizaine de pays arabes et sunnites (Égypte, Jordanie, Soudan, Maroc), dont les membres du conseil de coopération du Golfe (Oman excepté).
Le 21 avril 2015, la coalition arabe dirigée par Riyad annonce la fin de l'opération, l'opération Restaurer l'espoir lui succède.

## Moyens déployés
Moyens déployés le 26 mars 2015, :
- Arabie saoudite : 100 avions de combat et 150 000 militaires[16]
- Marine égyptienne : 4 navires de guerre
- Force aérienne des Émirats arabes unis : 30 avions de combat
- Force aérienne royale de Bahreïn : 15 avions de combat
- Force aérienne koweïtienne : 15 avions de combat
- Qatar Air Force : 10 avions de combat
- Force aérienne royale jordanienne : 6 avions de combat
- Forces aériennes royales (Maroc) : 6 avions de combat
- Force aérienne soudanaise : 4 avions de combat

## Déroulement
Le 21 février 2015, face à l'avancée des rebelles chiites houthis, le président Abdrabbo Mansour Hadi est contraint de fuir Sanaa vers la principale ville côtière du Sud, Aden.
Le 22 mars 2015, les Houthis prennent le contrôle de Taëz.
Le 25 mars 2015, les Houthis prennent l'aéroport d'Aden. Le lendemain, l'aéroport est repris par les loyalistes après des raids de l'Arabie saoudite.
Dans la nuit du 25 au 26 mars 2015, la force aérienne royale saoudienne, avec l'appui d'une dizaine de pays dont l'Égypte et les membres du Conseil de coopération du Golfe (sauf Oman) effectue des frappes aériennes sur plusieurs aéroports, des bases aériennes dont l'aéroport international El Rahaba, des camps militaires et des objectifs politiques dont le palais présidentiel, tenu par les milices houthis et leurs alliés.
Les avions de combat saoudiens et égyptiens mènent des raids dans la nuit sur la capitale Sanaa. Quatre navires de guerre égyptiens sont en route avec pour objectif de sécuriser le golfe d'Aden. Les raids permettent de détruire les défenses aériennes des rebelles. La base aérienne Al-Daïlami est détruite et des batteries de missiles SAM ainsi que quatre avions de combat sont mis hors service. L'aviation saoudienne met en place une zone d'exclusion aérienne. Au moins treize civils sont tués dans les raids. Les cours du pétrole montent de près de 6 % à 58 dollars.
L'ambassadeur saoudien à Washington précise que « l'opération vise à défendre le gouvernement légitime du Yémen et à empêcher le mouvement radical Houthi (soutenu par l'Iran) de prendre le contrôle du pays ».
Au matin du 26 mars, la chaîne Al-Arabiya indique que 150 000 militaires et cent avions saoudiens sont engagés dans l’opération. Les États suivants sont engagés dans l'opération : l'Égypte, le Maroc (six avions), la Jordanie (six avions), le Soudan (trois avions), le Koweït (quinze avions), les Émirats arabes unis (trente avions), le Qatar (quinze avions) et le Bahreïn (quinze avions). L'Égypte, le Pakistan, la Jordanie et le Soudan seraient également prêts à participer à une offensive terrestre.
L'aviation saoudienne bombarde des objectifs autour de Sanaa. Le palais présidentiel est lui aussi visé. À 15 km d'Aden, vingt et un rebelles houthis sont tués. Des navires de guerre égyptiens et saoudiens prennent position au détroit Bab al-Mandeb. L'espace aérien yéménite est totalement sous contrôle selon le porte-parole de la coalition. Les États-Unis déclarent fournir un soutien en logistique et en renseignement aux opérations.
Le 27 mars 2015, les forces américaines viennent en aide à deux pilotes saoudiens qui s'étaient éjectés de leur F-15S dans les eaux du golfe d’Aden.
Dans la nuit du 28 mars 2015, les avions de combat de la coalition bombardent la piste de l’aéroport de Sanaa, la mettant hors service pour couper tout ravitaillement.
D'autre raids aériens nocturnes visent le quartier-général de la Garde républicaine yéménite, alliée des rebelles chiites, tuant quinze soldats.
Les raids aériens nocturnes visent les dépôts de missiles, les routes d’approvisionnement ainsi que les positions des Houthis au nord du Yémen.
Le 30 mars 2015, des raids aériens nocturnes visent les alentours du quartier diplomatique de Sanaa. Au moins quarante-cinq personnes sont tuées et soixante-cinq sont blessées dans un camp de déplacés dans le Nord-Ouest du Yémen. Les Houthis accusent la coalition alors que le président Abdrabbo Mansour Hadi accuse les Houthis,. La marine saoudienne a le contrôle total des ports yéménites.
Le lendemain, les bombardements visent deux camps de la Garde républicaine et des positions de la DCA dans plusieurs régions du Yémen,.

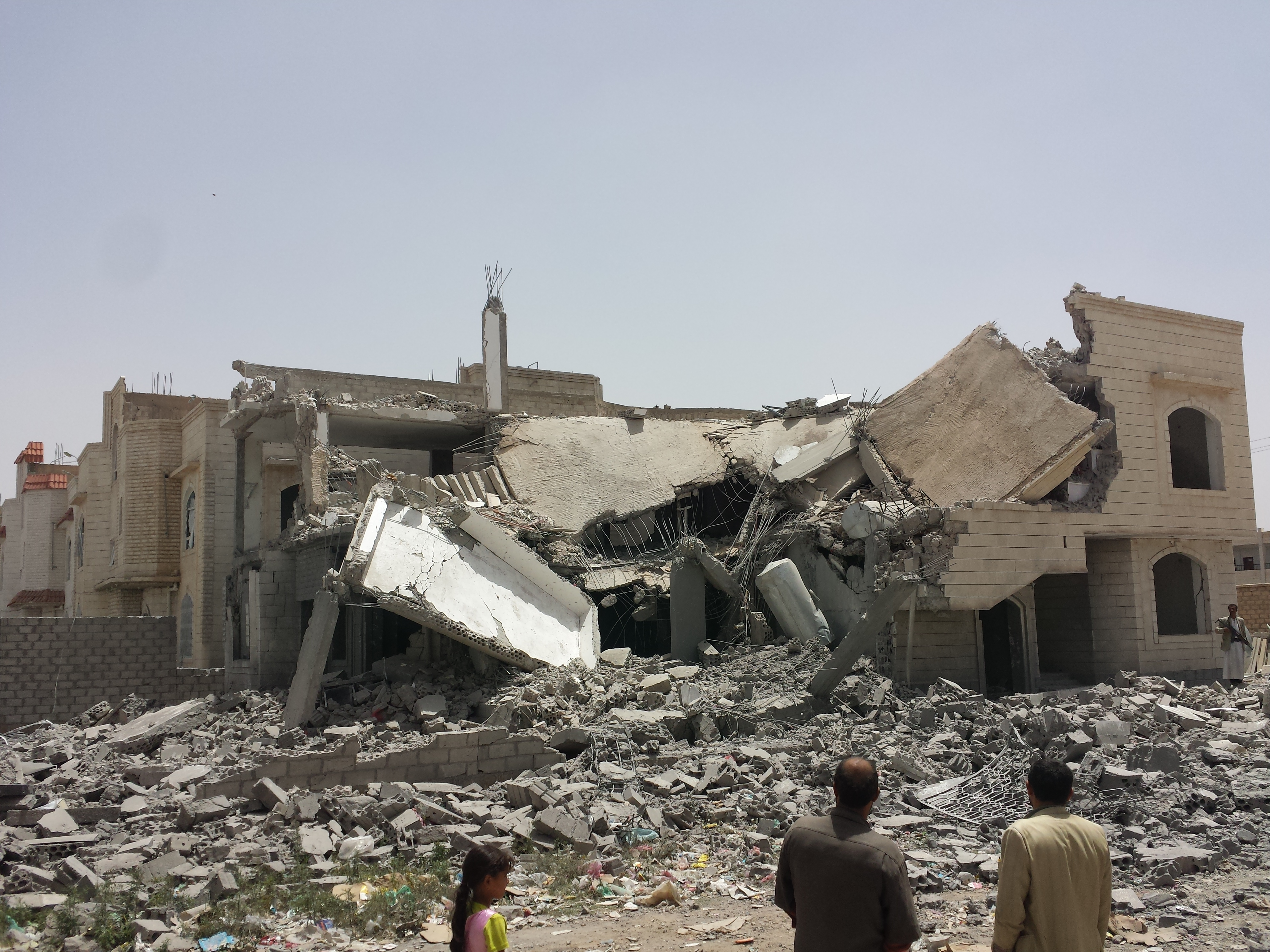
Sanaa, 2015.

Des raids aériens nocturnes visent la capitale et le Sud du Yémen, principalement Aden, parmi les objectifs visés : l'aéroport d'Aden, une brigade militaire qui reste fidèle à Saleh, le complexe de l'administration provinciale à Dar Saad (en). Les navires de guerre égyptiens et saoudiens prennent pour cible des objectifs houthis près d'Aden. Par ailleurs des soldats saoudiens et pakistanais prennent position à la frontière du Yémen.
En avril 2015, 349 Indiens et 200 Pakistanais sont évacués vers Djibouti,.
Des raids aériens nocturnes visent Aden dans laquelle les rebelles houthis sont entrés le 1er avril 2015. Les Houthis sont contraints de quitter leur position.
Au moins un garde-frontière saoudien est tué et dix autres sont blessés dans les régions montagneuses à la frontière du Yémen. L'infanterie saoudienne réplique immédiatement,.
Dans la nuit du 3 avril, la coalition arabe procède à Aden au parachutage de vivres, de médicaments, d'armes et de munitions. Les forces spéciales débarquent à Aden pour coordonner le parachutage, elles ne participent pas au combat.
Deux gardes frontières saoudiens sont tués par des tirs en provenance de la montagne yéménite.
Des raids aériens nocturnes et des tirs de missile depuis des navires de guerre saoudiens et égyptiens visent des cibles à Aden. Par ailleurs, le Conseil de sécurité de l'ONU se réunit sur proposition de la Russie.
Des raids aériens nocturnes visent les rebelles houthis qui se trouvent à proximité du port d'al Moalla,.
Les rebelles houthis bombardent des zones résidentielles et incendient des maisons.
Au moins cinquante-trois personnes, dont dix-sept civils, dix combattants des comités populaires et vingt-six rebelles houthis, sont tuées dans des combats à Aden le 6 avril 2015,.
Les raids aériens visent une base de la garde républicaine, en détruisant les défenses aériennes.
Des raids aériens nocturnes visent les positions des Houthis à Aden ainsi qu'une base de missiles et des dépôts d'armes.
La coalition affirme avoir mené 1 200 frappes depuis le 26 mars. Elle affirme qu'elle mène plus de 120 raids par jour.
Le 17 avril 2015, des raids aériens nocturnes visent un convoi de la rébellion qui se dirige vers un secteur proche du détroit stratégique de Bab-el-Mandeb. Au moins vingt rebelles sont tués ; deux chars de combat et quatre blindés sont neutralisés.
L’Arabie saoudite octroie 274 millions de dollars à l'ONU pour financer les aides humanitaires au Yémen.